# Galium noxium
Galium noxium är en måreväxtart som först beskrevs av A.St.-hil., och fick sitt nu gällande namn av Lauramay Tinsley Dempster. Galium noxium ingår i släktet måror, och familjen måreväxter. Inga underarter finns listade i Catalogue of Life.